# Oxira orkneyensis
Oxira orkneyensis là một loài bướm đêm trong họ Noctuidae.